# Богомолец, Николай Фёдорович
Никола́й Фёдорович Богомо́лец (1871—1951) — представитель «черниговской» ветви рода Богомольцев герба «Помян». Генерал-лейтенант артиллерии, участник Первой мировой и Гражданской войн.
Единственный георгиевский кавалер из всех Богомольцев, служивших в Российской императорской армии.

## Биография

### Ранние годы
Николай Федорович Богомолец родился 6 декабря 1871 года в Риге. Отец — боевой офицер, участник русско-турецкой войны (1877—1878), штабс-капитан Федор Борисович Богомолец (1835—1881), мать — Екатерина Ивановна Горбань, дочь почтмейстера из Козельца.
По примеру отца избрал военную карьеру. В 1890 году окончил кадетский корпус.

### Начало службы
Первым местом службы стала 21-я Конная-артиллерийская батарея. Чуть позже Николай Богомолец был переведен в 14-й артиллерийский дивизион. Усердие молодого офицера было отмечено орденом Св. Станислава III ст. После того Николай Богомолец ушёл в запас, но в сентябре 1904 года, когда началась война России с Японией, был возвращен в строй и направлен на службу в 52-ю артиллерийском бригаду. Там он заведовал батарейным хозяйством 3-й конно-артиллерийской батареи.
В послевоенное время (1908 год) Николай Федорович получает два ордена — св. Анны II ст. и св. Станислава II ст.
С 1909 года — командир 1-й батареи 1-го конно-горно-артиллерийского дивизиона Уссурийской конной бригады. Бригада была укомплектована также казачьими частями и впоследствии «переформатирована» в казачью дивизию. В составе этой бригады он участвовал в «Брусиловском прорыве» летом 1916 года.

### Участие в первой мировой войне

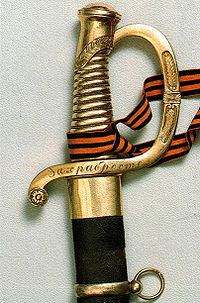
Почетное Георгиевское оружие. Таким оружием был награждён Н. Ф. Богомолец за мужество в боях Первой мировой войны

Свою самую главную награду — Георгиевский крест IV степени — Николай Богомолец получил 9 декабря 1915 года за бой, имевший место в июне того же года. При преследовании выбитого из сел Ржавец и Баламутовка противника, Богомолец и его артиллеристы под сильным огнём заняли позиции на близком расстоянии от неприятеля и открыли ответный огонь. Меткость батареи Богомольца позволила российской пехоте сломать сопротивление противника.
В том же 1915 году к его «мирному» ордену Св. Станислава были добавлены мечи, а в 1916 году — ещё и к «мирному» ордену Св. Анны.
Кроме того, в 1915 году Николай Федорович Богомолец был награждён орденом Св. Владимира IV ст. с мечами и бантом. Этим же орденом — III степени с мечами — в 1917 году.
8 августа 1916 года подполковник Николай Федорович Богомолец был награждён Георгиевским оружием за бой, который имел место более чем за год до того. 26 апреля 1915 года возле села Ржавенцы его батарея заняла наблюдательный пункт в передовых окопах под сильным ружейным и артиллерийским огнём неприятеля. Это позволило войскам Российской империи успешно подготовить атаку на вражеские позиции. На следующий день подполковник Николай Богомолец вывел батарею на открытую позицию вблизи мебельной фабрики и, несмотря на сильный огонь противника, огнём своей батареи помог российским войскам занять этот важный пункт позиции и закрепиться в нём.

### Участие в белом движении. Инцидент с американцами

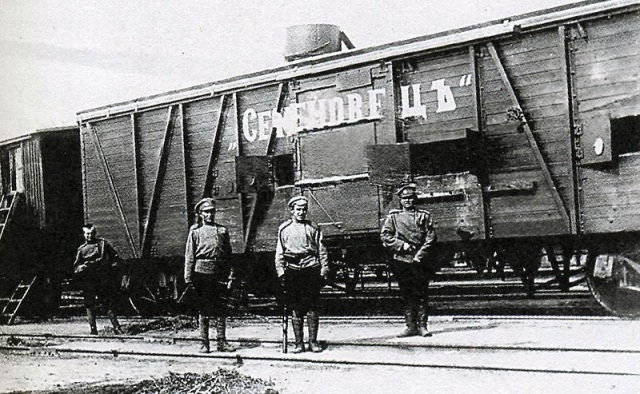
Бронепоезд «Семеновец», которым командовал Николай Федорович Богомолец. Чита, сентябрь 1919 года.

Николай Богомолец не принял Октябрьскую революцию и сначала присоединился к армии адмирала Колчака, у которого воевал в чине генерал-майора (чин присвоен 20 апреля 1919 года). В 1919 году служил в Дальневосточной армии атамана Григория Семенова. Там он командовал бронедивизионом из четырёх бронепоездов, одним из которых, легким бронепоездом «Семеновец», командовал лично.
20 января 1920 года с Николаем Богомольцем произошло событие, позже усложнившее ему получение американского гражданства. Люди из экипажа «Семеновца» на станции Посольской обстреляли американский линейный патруль. Двое патрульных были убиты.
Инцидент был вызван попыткой чешских частей, находившихся в то время в Забайкалье, разоружить семеновцев при поддержке американцев. Чешские батальоны были сформированы ещё в начале первой мировой войны чтобы воевать на стороне Российской империи, надеясь при её поддержке восстановить чешскую государственность. В дальнейшем однако они вынуждены были политически маневрировать между красными и белыми. Разоружая семеновцев, чехи, очевидно, хотели наладить отношения с Политцентром — временным эсеро-меньшовистським правительством Восточной Сибири. Это правительство, находившееся в Иркутске, затем передало власть большевикам.
В боях с красными бронепоезд «Семеновец» защищал подступы к Читы со стороны станции Ингода (Транссибирская дорога). Дважды наступление красных было отбито, но в конце концов им удалось занять Читу с севера, где не было железнодорожного пути. Уцелевшие остатки армии атамана Семенова и бронепоезд прорвались в Маньчжурию. На «семеновцев» была возложена задача эвакуировать золотой запас Читинского военного училища. Золото было доставлено в 10 ящиках в сопровождении семерых юнкеров и загружено ночью в багажный вагон, прицепленный внутри бронепоезда.

### Эмиграция
Эмигрировав сначала в Харбин (Маньчжурия), Николай Богомолец перебирается затем в Сиэтл, США. Там у него в 1923 году родилась дочь. В 1929 году Николай Богомолец с семьей получает американское гражданство.
В 1938 году бывший генерал был арестован — при содействии, как сообщал журнал TIME, представителей американских вооруженных сил, которые не забыли инцидента на станции Посольская. На тот момент Николай Богомолец жил в Лос-Анджелесе на Голливудском бульваре и промышлял сапожным ремеслом. Николая Богомольца уже готовили к депортации в СССР. Но за него вступились представители белой эмиграции в США. Тогда американские власти решили депортировать его в Латвию, которая на тот момент ещё не была занята Советами. Однако дело не получило дальнейшего развития.
Кроме сапожного ремесла, Николай Богомолец попробовал себя один раз в актёрском. В 1926 году он снялся в эпизодической роли русского офицера в немом фильме «В её королевство» (Into Her Kingdom). Фильм был снят датским режиссёром Свендом Гаде — кстати, первым, кто экранизировал «Гамлета» (1921 год), а, кроме того — мужем великой датской актрисы немого кино Асты Нильсен. В фильме также снимался Федор Федорович Шаляпин — сын великого русского певца.
В США генерал Николай Богомолец участвовал в белоэмигрантской общественной жизни. Был членом «Общества русских раненых ветеранов 1-й Великой войны в Лос-Анджелесе». Вел активную переписку с бывшими участниками белого движения.
Один из его сыновей от первого брака, Борис Николаевич Богомолец (1901—1937), учился в кадетском корпусе. Затем служил у белых (в армии генерала Дитерихса), впоследствии перешёл на сторону красных, однако в 1937 году был расстрелян как сын «врага народа». Его родные были репрессированы.
Генерал Николай Федорович Богомолец скончался в Лос-Анджелесе 6 июня 1951 года.